# Rose Garden (album)
| Recensione | Giudizio |
| ---------- | -------- |
| AllMusic   | [ 4 ]    |

Rose Garden è un album del 1971 della cantante country Lynn Anderson. Contiene la hit (I Never Promised You A) Rose Garden.

## Tracce

### LP
Lato A
1. Rose Garden – 2:52 (Joe South) – Registrato il 10 settembre 1970 al Columbia Recording Studio di Nashville, Tennessee
2. For the Good Times – 3:30 (Kris Kristofferson) – Registrato il 9 settembre 1970 al Columbia Recording Studio di Nashville, Tennessee
3. Another Lonely Night – 2:11 (Larry Butler, Jan Cruthfield) – Registrato il 10 settembre 1970 al Columbia Recording Studio di Nashville, Tennessee
4. I Don't Wanna Play House – 2:33 (Billy Sherrill, Glenn Sutton) – Registrato il 10 settembre 1970 al Columbia Recording Studio di Nashville, Tennessee
5. Snowbird – 2:09 (Gene MacLellan) – Registrato il 9 settembre 1970 al Columbia Recording Studio di Nashville, Tennessee
6. Your Sweet Love Lifted Me – 2:46 (George Richey, Glenn Sutton) – Registrato il 9 settembre 1970 al Columbia Recording Studio di Nashville, Tennessee

Lato B
1. Sunday Mornin' Comin' Down – 3:53 (Kris Kristofferson) – Registrato il 10 settembre 1970 al Columbia Recording Studio di Nashville, Tennessee
2. I Still Belong to You – 2:40 (Bill Rice, Jerry Foster) – Registrato il 10 settembre 1970 al Columbia Recording Studio di Nashville, Tennessee
3. I Wish I Was a Little Boy Again – 2:10 (Glenn Sutton, Darrell Edwards) – Registrato il 9 settembre 1970 al Columbia Recording Studio di Nashville, Tennessee
4. It's Only Make Believe – 2:19 (Conway Twitty, Jack Nance) – Registrato il 9 settembre 1970 al Columbia Recording Studio di Nashville, Tennessee
5. Nothing Between Us – 2:49 (Lynn Anderson) – Registrato il 9 settembre 1970 al Columbia Recording Studio di Nashville, Tennessee

## Musicisti
For the Good Times / Your Sweet Love Lifted Me / Nothing Between Us
- Lynn Anderson - voce
- Altri musicisti non accreditati
- Glenn Sutton - produttore

Snowbird / I Wish I Was a Little Boy Again / It's Only Make Believe
- Lynn Anderson - voce
- Ray Edenton - chitarra
- Jerry Stembridge - chitarra
- Pete Wade - chitarra
- Lloyd Green - chitarra steel
- Hargus Robbins - pianoforte
- Roy M. Junior Huskey - contrabbasso
- Buddy Harman - batteria
- Glenn Sutton - produttore

Rose Garden / Another Lonely Night / I Don't Wanna Play House / I Still Belong to You
- Lynn Anderson - voce
- Ray Edenton - chitarra
- Pete Wade - chitarra
- Peter Drake - chitarra steel
- Hargus Robbins - pianoforte
- Charlie McCoy - armonica
- Roy M. Junior Huskey - contrabbasso
- Buddy Harman - batteria
- Glen Sutton - produttore

Sunday Mornin' Comin' Down
- Lynn Anderson - voce
- Ray Edenton - chitarra
- Pete Wade - chitarra
- Jerry Stembridge - chitarra
- Lloyd Green - chitarra steel
- Hargus Robbins - pianoforte
- Charlie McCoy - armonica
- Roy M. Junior Huskey - contrabbasso
- Buddy Harman - batteria
- Glen Sutton - produttore[5]

Note aggiuntive
- Glenn Sutton - produttore
- Cam Mullins - arrangiamenti (brani: For the Good Times e I Still Belong to You)
- The Jordanaires (gruppo vocale) - accompagnamento vocale, cori (eccetto in: Rose Garden, For the Good Times, Another Lonely Night, I Don't to Play House, Sunday Morning Coming Down e I Still Belong to You)
- The Nashville Edition (gruppo vocale) - accompagnamento vocale, cori (nei brani: Rose Garden, For the Good Times, Another Lonely Night, I Don't to Play House, Sunday Morning Coming Down e I Still Belong to You)
- Registrazioni effettuate il 9 e 10 settembre 1970 al Columbia Recording Studio di Nashville, Tennessee (Stati Uniti)[5]
- Charlie Bragg, Lou Bradley e Charlie Bradley - ingegneri delle registrazioni
- Al Clayton - foto copertina album originale
- Charlie Monk Jr. ("The World Famous") - note retrocopertina album originale[6]

## Classifica
Album
| Anno | Classifica         | Posizione raggiunta |
| ---- | ------------------ | ------------------- |
| 1971 | Billboard 200      | 19                  |
| 1971 | Top Country Albums | 1                   |

Singoli
| Anno | Titolo del brano | Classifica         | Posizione raggiunta |
| ---- | ---------------- | ------------------ | ------------------- |
| 1970 | Rose Garden      | Adult Contemporary | 5                   |
| 1971 | Rose Garden      | Billboard Hot 100  | 3                   |